# Face
Face är Pugh Rogefeldts nionde studioalbum, utgivet 1983.

## Låtlista
1. "Wild Horse" (Pugh Rogefeldt)
2. "The Chute" (Pugh Rogefeldt)
3. "My Little Girl" (Pugh Rogefeldt)
4. "Rocks in My Head" (Dave Nerge)
5. "Jump on Me" (Pugh Rogefeldt)
6. "Mechanical Love" (Dave Nerge/Pugh Rogefeldt)
7. "Are You Ready?" (Pugh Rogefeldt)
8. "Tobacco Road" (John D. Loudermilk)
9. "U137" (Johan Walin/Pugh Rogefeldt)

## Listplaceringar
| Lista (1983) | Topplacering |
| ------------ | ------------ |
| Sverige      | 39           |